# Heather Tom
Heather Marie Tom (Hinsdale (Illinois), 4 november 1975) is een Amerikaanse actrice bekend van de soapseries The Young and the Restless, One Life to Live en The Bold and the Beautiful. Ze is de zus van actrice Nicholle Tom en collega-soapacteur David Tom.

## Carrière
Tom is voornamelijk bekend voor haar rollen in soapseries. Ze begon haar carrière op zestienjarige leeftijd in de successoap The Young and the Restless als Victoria Newman, deze rol speelde ze tot december 2003 met een kleine onderbreking in 1997. In 1993 en 1999 won ze een Emmy Award als Beste jonge actrice. In deze categorie werd ze ook nog eens genomineerd in 1994, 1995, 1996, 1997, 1998, 2000, 2004 en 2005. Ze heeft ook het record van meeste Emmy-nominaties voor een actrice onder de dertig. 
In 2003 schakelde ze om naar de serie One Life To Live waar ze Kelly Kramer speelde. Ze speelde deze rol ook in zusterserie All My Children in enkele afleveringen. In augustus 2006 besloot ze haar contract niet te vernieuwen en in december van dat jaar verdween ze van het scherm. 
In februari 2007 was ze gastactrice in de detectiveserie Monk en een maand later speelde ze samen met haar zuster Nicholle een gastrol in de geflopte serie The Wedding Bells. 
In augustus 2007 keerde ze terug naar de soapwereld in The Bold and the Beautiful. Zij nam de rol van Katie Logan over van Nancy Sloan die deze rol al sinds het begin van de serie speelde maar altijd een achtergrondpersonage was. Aanvankelijk zou ze slechts zes maanden te zien zijn, maar ze kreeg een meerjarig contract aangeboden.

## Privé
Tom is getrouwd en sinds 2012 moeder van een zoon.

## Filmografie

### Film
- Undone (2006)
- City Teacher (2007) als Marsha
- Stiffs (2010) als Lauren
- Suicide Dolls (2010) als Lexi
- The Putt Putt Syndrome (2010) als Vicki
- Mamitas (2011) als Casandra
- Animal Among Us (2015) als Marilyn
- Little Dead Rotting Hood (2016) als agent Victoria

* exclusief korte films

### Televisie
- The Young and the Restless (1990-2003) als Victoria Newman
- One Life to Live (2003-2006) als Kelly Cramer
- The Rival (2006, televisiefilm)
- The Bold and the Beautiful (2007-heden) als Katie Logan
- Imaginary Friend (2012, televisiefilm) als Grace

* exclusief eenmalige rollen en afleveringen